# 森万里子 (バレーボール)
森 万里子（もり まりこ、旧姓：西脇、1981年6月17日 - ）は、日本の元女子バレーボール選手。

## 来歴
大阪府大阪市出身。家族は母と5歳年上の姉がいる。小学校6年生で身長が169cmあったため、中学校に入ると勧められてバレーボール始める。中学校2年生の終わりには180cmまで身長が伸び、高身長を買われさわやか杯に出場した。
高校進学は迷った末により厳しい環境を求めて四天王寺高校に進学。1年次には高校3冠（インターハイ、国体、春高バレー）を経験、2年次にはレギュラーとしてインターハイ、春高バレーともに3位入賞に貢献した。
2000年東洋紡オーキスに入団。2002年、チームの廃部に伴いブロック指導に定評のある達川実を慕って、東レアローズに移籍した。
2004年、Vリーグでレギュラーを獲得してから頭角を表し、同年開催の黒鷲旗大会では東レの優勝に貢献した。2007年、2006-07プレミアリーグにおいてアタック決定率49.3％を記録しスパイク賞を獲得。
2008年、平成19年度天皇杯・皇后杯全日本バレーボール選手権大会で初代チャンピオンとなった。2007-08プレミアリーグでは東レの初優勝に貢献し、同年全日本代表に選出され、ワールドグランプリに出場した。2008-09プレミアリーグでリーグ2連覇を果たし、自身2度目のスパイク賞とベスト6を受賞し、第58回黒鷲旗大会との2冠に輝いた。
2009年5月、結婚したことを公表し、選手登録名を西脇万里子から森万里子に変更した。2009-10プレミアリーグで3連覇を達成し、日韓V.LEAGUE TOP MATCH、第59回黒鷲旗大会と合わせて同シーズンで3冠を果たす。若手主体だった2010年V・サマーリーグで主将代行として優勝へ導いた。2010年11月開催のアジア大会で全日本B代表の主将として同大会に出場した。
2011年12月24日、久光戦に出場し、通算出場試合数が230試合となり、Vリーグ栄誉賞受賞が確定した。2011-12シーズンで2年ぶり4度目の優勝を果たした。
2012年5月末をもって現役引退し、社業に専念した。

## 球歴
- 全日本代表 - 2008年、2010年

## 所属チーム
- 高津中
- 四天王寺高等学校
- 東洋紡オーキス（2000-2002年）
- 東レアローズ（2002-2012年）

## 受賞歴
- 2007年 - 2006-07プレミアリーグ スパイク賞
- 2009年 - 2008-09プレミアリーグ スパイク賞、ベスト6
- 2012年 - 2011-12プレミアリーグ Vリーグ栄誉賞